# کاستر (ویسکانسین)
کاستر (به انگلیسی: Custer) یک منطقهٔ مسکونی در ایالات متحده آمریکا است که در ویسکانسین واقع شده‌است. کاستر ۳۵۵٫۱ متر بالاتر از سطح دریا واقع شده‌است.